# 1033 Simona
1033 Simona este un asteroid din centura principală, descoperit pe 4 septembrie 1924, de George Van Biesbroeck.